# Омашу
Омашу - друге за величиною місто в Царстві Землі зі всесвіту мультсеріалу «Аватар: Останній захисник». Тільки Ба Сінг Се, колосальна столиця Царства, є більшим. Це місто було одним із останніх великих цитаделей Царства Землі й постачальником солдатів і озброєння перед своїм падінням за кілька місяців до кінця Війни. Місто також дуже добре відоме системою доставлення вантажів, що приводиться в дію магами Землі і силою тяжіння.

## Опис
Омашу розташований в гірському ланцюзі Колау в південно-західній частині Царства Землі. Місто побудоване на кількох пагорбах і оточене широкою ущелиною. Омашу сильно укріплене: три кам'яні стіни, кожна товщиною не менше півтора метра й висотою десять метрів. Ворота можуть розкрити тільки маги Землі. Усередині місто має структуру піраміди, в центрі котрої на вершині розташований палац. В Омашу тисячі будинків для звичайних жителів, а також сотні магазинів і майстерень. Будинки в місті, як правило, побудовані з каменю і мають черепичні дахи зеленого кольору.

Місто є частиною Царства Землі й тому підпорядковується раді П'яти. З усім тим, Омашу в цілому досить автономне і має свого власного царя, на ім'я Бумі. Після того, як місто було захоплене народом Вогню, воно було перейменоване в Новий Озай. Проте в "Кометі Созіна" Озай сказав, що захопить Ба Сінг Се та назве його на свою честь. Неясно, чи це не помилка сценаристів. В День Чорного Сонця цар Бумі самотужки звільнив Омашу, і всі безсилі маги вогню залишили місто.

## Палац
Незвичайний палац правителів Омашу розташований у верхній частині міста, він призначений виключно для магів Землі, тому що більшість його кімнат не мають звичайних дверей і вікон. Тим самим, будь-якого гостя цар може легко перетворити на бранця. Усередині палацу є арена для магічних сутичок, печера з водоспадом і великий загін для Флопсі.

## Поштова система
Система, що перетинає все місто, складається з безлічі гірок і жолобів, по яких поштові скриньки та лотки слідують до місця призначення. Магія Землі змушує посилки рухатися вгору, а вниз вони вже спускаються завдяки силі тяжіння. Вантажі перевозяться вельми різноманітні, причому вони не запаковані в які-небудь контейнери.
Будучи бешкетним хлопчиськом, Бумі придумав використовувати поштову систему для розваги, як великі американські гірки.

## Цікаві факти
- Омашу побудоване в горах аналогічно тому, як побудовані Храми Повітряних кочівників.
- Ієрогліфи назви міста можна інтерпретувати в такий спосіб: "О Ма" - таємничий рубін, "Шу" - розслаблятися.
- Пірамідальна структура Омашу дуже схожа на Мінас Тіріт з кінотрилогії "Володар перснів".